# Windmühle (Shortrigg)
Die Windmühle von Shortrigg ist eine ehemalige Turmwindmühle nahe der schottischen Ortschaft Ecclefechan in der Council Area Dumfries and Galloway. 1971 wurde das Bauwerk in die schottischen Denkmallisten zunächst in der Kategorie B aufgenommen. Die Hochstufung in die höchste Denkmalkategorie A erfolgte 1988.
Im Jahre 2008 wurde das Gebäude in das Register gefährdeter denkmalgeschützter Bauwerke in Schottland aufgenommen. Sein Zustand wurde 2014 als schlecht, jedoch mit geringer Gefährdung auf Verschlechterung eingestuft.

## Beschreibung
Die Windmühle liegt isoliert in der Streusiedlung Hoddom rund drei Kilometer westlich von Ecclefechan. Das Bauwerk stammt aus dem 18. Jahrhundert. Von der ehemaligen Mühle ist heute im Wesentlichen noch der Rundturm erhalten. Die innenliegende Maschinerie wurde weitgehend entfernt. Das Mauerwerk des Turms besteht aus Bruchstein. Das abschließende schiefergedeckte Kegeldach mit Wetterfahne stammt aus dem späten 19. Jahrhundert. Die eingefassten Gebäudeöffnungen sind rechteckig.
Im Norden angrenzend wurde im frühen 19. Jahrhundert ein Pferdegöpel hinzugefügt. Die Eingangsöffnung des Rundbaus erstreckt sich über die gesamte Gebäudehöhe bis an das schiefergedeckte Kegeldach heran. Aus Windmühlen und Göpeln bestehende Einzelanlagen sind sehr selten anzutreffen. Die zugehörigen Stallungen wurden im 18. und 19. Jahrhundert erbaut. Die Fassaden der ein- bis zweistöckigen Gebäude sind teilweise gekalkt. Das freistehende Bauernhaus stammt aus dem späten 19. Jahrhundert und ist separat als Denkmal gelistet.